# 巴拉克河隱鰭鯰
巴拉克河隱鰭鯰，為輻鰭魚綱鯰形目鯰科的其中一種，為熱帶淡水魚，被IUCN列為瀕危保育類動物，分布於亞洲印度巴拉克河流域，棲息在底層水域，生活習性不明。